# إضافة حلقية
تفاعل الإضافة الحلقية  أو التحلّق بالضم هو تفاعل كيميائي حول حلقي يتحد فيه جزئين أو أكثر أو أجزاء منها تتصف بعدم الإشباع مع تشكّل ناتج إضافة (ناتج ضم) حلقي، بشكل يتم فيه تقليل صافي في رتبة الرابطة (عدد الروابط المضاعفة).
يمكن تصنيف تفاعل الإضافة الحلقية على أنه نوع من أنواع تفاعلات التحلق؛ بالإضافة إلى كونه نوعاً من أنواع تفاعلات الإضافة، والذي يتم فيه السماح بتشكيل رابطة كربون-كربون من غير استخدام كاشف محب للنواة أو محب للإلكترون.
يتم وصف هذه التفاعلات وتصنيفها بالإشارة إلى عدد الإلكترونات باي {\displaystyle \pi } المشتركة في التفاعل.

## أمثلة
من أمثلة تفاعلات الإضافة الحلقية تفاعل ديلز-ألدر، والذي يصنف على أنه تفاعل [4 + 2]إضافة حلقية.
من الأمثلة الأخرى أيضاً تفاعل إضافة حلقية 3،1-ثنائية القطبية، والذي يعرف باسم إضافة هوزينغن.

## اقرا أيضاً
- تفاعل تحلق
- تفاعل ديلز-ألدر
- تحلق نازاروف